# Nawal El Saadawi
Nawaal El Saadawi , egipčanska feministka, aktivistka, zdravnica in psihiatrinja, * 27. oktober 1931, Kafr Tahla, Egipt, † 21. marec 2021.
Napisala je mnogo knjig na temo žensk in islama. Pri tem je še posebno pozornost namenila praksi obrezovanja ženskih genitalj, prisotni v njeni družbi. Kot zdravnica in aktivistka za človekove pravice je tudi nasprotnica obrezovanja moških. Saadawi je mnenja, da bi morali biti tako dečki, kot deklice zaščiteni pred nesoglasnim obrezovanjem genitalij.
"Življenje je zelo težko. Edini ljudje, ki zares živijo, so tisti, ki so močnejši od življenja samega." Nawal El Saadawi